# Friedrich Heinrich Wilhelm Martini
Pour les articles homonymes, voir Martini.
Friedrich Wilhelm Martini est un médecin et naturaliste allemand, né en 1729 et mort en 1778.
Ce médecin de Hambourg commence à faire paraître en 1769 un ouvrage richement illustré en couleur sur les coquillages : Neues systematisches Conchylien-Cabinet. Mais il meurt deux ans après la parution du troisième volume. Son œuvre est alors continuée par Johann Hieronymus Chemnitz (1730-1800) qui lui ajoute huit volumes en 1779 et 1795. Bien que les deux auteurs n’utilisent pas le système binomial, ils sont considérés comme les auteurs de nombreuses espèces qu’ils figurent.

## Source
- Stanley Peter Dance (1966). Shell Collecting. An Illustrated History. Faber and Faber (Londres) : 344 p.